# Petrophora umbrosa
Petrophora umbrosa är en fjärilsart som beskrevs av Barend J. Lempke 1970. Petrophora umbrosa ingår i släktet Petrophora och familjen mätare. Inga underarter finns listade i Catalogue of Life.